# Kopfsteher
Die Kopfsteher (Chilodidae, griechisch cheilos „Lippe“, odous „Zahn“) sind eine Familie von Süßwasserfischen aus der Ordnung der Salmler, die durch ihre senkrechte Schwimmweise, bei der der Kopf nach unten gehalten wird, auffällt. Ihr Verbreitungsgebiet liegt im nördlichen Südamerika in den Stromgebieten des Amazonas, des Orinoco, des Rio Paraíba und in den Flüssen von Guayana. Einige Arten, besonders der Punktierte Kopfsteher (Chilodus punctatus), werden zum Zweck der Aquarienhaltung gefangen.

## Merkmale
Die Kopfsteher werden 6,5 bis 16 Zentimeter lang. Ihr Maxillare (Oberkieferknochen) ist stark vergrößert, das Prämaxillare (Vorderteil des Oberkiefers) relativ klein. Jeweils eine einzelne Reihe relativ kleiner Zähne befindet sich stark beweglich auf den Lippen des Oberkiefers, bei den meisten Arten auch auf denen des Unterkiefers. Kopfsteher haben 25 bis 31 Schuppen entlang des Seitenlinienorgans, von denen sechs viel kleiner als die übrigen sind, ein Merkmal, das bei den Salmlerartigen einzigartig ist. Die Grundfarbe ist ein stark silbrig glänzendes Grau, die Basis der Schuppen auf den Körperseiten ist dunkel, so dass sich ein Muster von in Längsreihen angeordneten dunklen Punkten ergibt.

## Lebensweise
Einige Kopfsteherarten leben ausschließlich in Schwarzwasserflüssen (Caenotropus mestomormatus, C. maculosus), andere leben auch in Weiß- und Klarwasserflüssen (Chilodus frittilus). Kopfsteher sind Aufwuchsfresser. Caenotropus labyrinthicus ernährt sich von Wirbellosen, Detritus und Süßwasserschwämmen. Er laicht im Mai. Beim Punktierten Kopfsteher bilden die Männchen zu Beginn der Fortpflanzungszeit Reviere und bekämpfen sich. Sie laichen in feingliedrigen Pflanzen ab. Die Jungfische schlüpfen nach drei bis vier Tagen und schwimmen schon senkrecht in kleinen Schwärmen.

## Gattungen und Arten
Es gibt zwei Gattungen und acht Arten.
- Gattung Caenotropus Günther, 1864.
  - Caenotropus labyrinthicus (Kner, 1858).
  - Caenotropus maculosus (Eigenmann, 1912).
  - Caenotropus mestomorgmatos Vari, Castro & Raredon, 1995.
  - Caenotropus schizodon Scharcansky & de Lucena, 2007.
- Gattung Chilodus Müller & Troschel, 1844.
  - Chilodus fritillus Vari & Ortega, 1997.
  - Chilodus gracilis Isbrücker & Nijssen, 1988.
  - Punktierter Kopfsteher (Chilodus punctatus) Müller & Troschel, 1844.
  - Chilodus zunevei Puyo, 1946.